# Демостен
 Тази статия е за древногръцкия оратор Демостен.  За атинския стратег вижте Демостен (военен).  
Демостен (на гръцки: Δημοσθένης, Dēmosthénēs) е известен древногръцки държавник и оратор. Неговите речи съдържат съществена информация за културата и политиката в древна Гърция през IV век пр.н.е. Демостен изучава речите на други големи оратори и на 20 годишна възраст пише първата своя. Повод е спорът с неговите попечители, за да запази каквото е останало от наследството на баща му. Известно време работи като професионален писател на речи (логограф) и адвокат. В това време се засилва интереса му към политиката и през 354 г. пр.н.е. прави първите си политически речи. Усилията си насочва срещу разширяването на македонците и за утвърждаването на Атина като най-силен между гръцките полиси. Неуспешно се опитва да създаде съюз срещу Македония за да предотврати разширяването и на югозапад. След смъртта на Филип II Македонски играе водеща роля в бунт срещу новия цар Александър Велики. Бунтът е бързо потушен. Антипатър, наместник на Александър Велики, изпраща хора да арестуват Демостен. За да избегне това той се самоубива.
Цицерон го провъзгласява за „перфектния оратор“, на когото не липсва нищо и Квинтилиан го изтъква като lex orandi („стандарта на ораторско изкуство“) и че inter omnes unus excellat („той се извисява единствен сред всички оратори“). 

## Ранни години
Демостен е роден през 384 г. пр.н.е. Баща му, който също се казва Демостен, е заможен, изработва оръжия. Умира, когато Демостен е на 7. Попечителите пропиляват голяма част от наследството му. Демостен повдига дело срещу тях и пише първите си речи. Успява да си върне само част от наследството. В хода на делото Демостен подобрява ораторските си умения. Все още е спорно кои са неговите учители. От различни източници се споменават Платон, Аристотел и др.

## Кариера като логограф
За да се издържа, Демостен работи като писател на речи и адвокат. Кариерата му е успешна и постепенно привлича и по-заможни клиенти. Противници на Демостен го обвиняват в неетично отношение към клиентите му. Според тях той разкривал важна информация на противниковата страна.

## Политическа кариера
Между 354 и 350 г. пр.н.е. се засилва интересът на Демостен към обществения живот и той пише няколко политически речи. От тях проличават възгледите му относно важността на флотата и съюзничество с другите полиси срещу македонците. От 357 г. пр.н.е. Атина е официално във война с Македония.
Ранните му речи не са успешни, но Демостен става важна политическа фигура. През 351 – 350 г. пише първата реч от цикъла Филипика – апел за реформи и готовност за действия срещу Филип II Македонски, когото счита за най-лошия враг на Атина. До 341 г. речите му са основно насочени срещу македонския цар. През 349 г. пр.н.е. македонците атакуват Олинт, съюзник на Атина. Демостен критикува властта, че не предприема мерки и не помага на Олинт, който през 348 г. е превзет. Филип завоюва целия Халкидически полуостров. През 347 г. атинска делегация с участието на Демостен е пратена да води мирни преговори. По това време Филип е на военен поход в Тракия и едва след приключването му се подписва мир. Веднага след това македонците преминават Термопилите и превземат Фокия. Атина не предприема никакви действия.
През 344 г. пр.н.е. Демостен пътува през Пелопонес, където се опитва да събере съюзници, но местното население счита Филип II Македонски за гарант за тяхната свобода и изпращат оплакване в Атина срещу Демостен. Неговият отговор е втората реч от цикъла Филипика – остра критика срещу Филип.
През 343 г. пр.н.е. македонците воюват срещу Епир, а през 342 г. воюват в Тракия. Уговорени са поправки на мирния договор с Атина в полза на македонците. Докато те воюват на полуостров Галиполи, атинският военачалник Диопет опустошава крайбрежните райони на Тракия и си навлича гнева на Филип. Демостен убеждава атиняните да не отзоват Диопет. Същевременно пише третата част от Филипика, която се смята за най-добрата му реч. Той призовава към незабавни действия срещу македонците. По това време Демостен е водеща политическа фигура и речта му успява да остлаби промакедонското влияние.
През 341 г. пр.н.е Демостен отива във Византион с цел да обнови съюза и с Атина. В това време Атина анулира мирния договор с Македония, което практически е обявяване на война. Уговорен е съюз от държавите от полуостров Пелопонес. В последвалата битка съюзниците биват разгромени. Подписан е нов мирен договор.

## Последни години
През 336 г. Филип е убит и Александър става новият цар на Македония. Атина и Тива виждат възможност да възвърнат независимостта си и въстават. Александър действа незабавно и напада Тива, която се предава. Уплашени, атиняните молят за мир. Александър се съгласява.
През следващата година македонците воюват в Тракия. Носи се слух, че Александър е мъртъв и Атина и Тива отново се вдигат на война. Александър разгромява Тива. Не атакува Атина, но изисква всички противници на македонците да бъдат пратени в изгнание, особено Демостен. Атинска делегация успява да го разубеди.
След смъртта на Александър през 323 г. Демостен пак призовава към война. Антипатър, наместник на Александър, потушава всяка съпротива и изисква предаването на Демостен. Той избягва на остров Калаврия, където по-късно е намерен от довереник на Антипатър и се самоубива.
Години по-късно атиняните издигат статуя в чест на Демостен.

## Речи
Предполага се, че Демостен е публикувал повечето или всичките си речи. След смъртта му, текстове са запазени в Атина и в Александрийската Библиотека. До днес оцеляват 61 от речите му. Авторството на 9 от тях обаче е спорно. Освен това са запазени 56 пролога към речи и 6 писма, чието авторство също е повод на дебати.

## Издания
- Демостен. Избрани речи. С., 1982, 126 с. (Велики оратори).